# Dendrobium branderhorstii
Dendrobium branderhorstii är en orkidéart som beskrevs av Johannes Jacobus Smith. Dendrobium branderhorstii ingår i släktet Dendrobium, och familjen orkidéer. Inga underarter finns listade i Catalogue of Life.